# Мозельские анналы
Мо́зельские анна́лы (лат. Annales mosellani) — раннесредневековые латиноязычные франкские анналы, описывающие период 703—798 годов. Получили своё название по реке Мозель, событиям в бассейне которой анналы в своей оригинальной части уделяют повышенное внимание.

## Описание
«Мозельские анналы» дошли до нашего времени в единственной рукописи (lat. O. v. IV. 1), хранящейся в Российской национальной библиотеке в Санкт-Петербурге. Кодекс, в составе которого находятся эти анналы, был обнаружен в 1856 году германским историком Иоганном Мартином Лаппенбергом. На основе палеографических исследований установлено, что рукопись была составлена в северной Франции в конце XI — начале XII веков.
«Мозельские анналы» вместе с «Лоршскими анналами», «Вольфенбюттельскими анналами», «Аламаннскими анналами», «Анналами святого Назария» и «Фрагментом анналов Чеснии» входят в так называемую «Мурбахскую группу франкских анналов». Все эти анналы в своей ранней части восходят к одному протографу, которым являются, вероятно, несохранившиеся до наших дней «Мурбахские анналы».
До 785 года текст «Мозельских анналов» почти дословно повторяет «Лоршские анналы» (лат. Annales laureshamenses). Это позволило историкам предположить, что в этой части они основаны на гипотетически восстанавливаемых «Лоршских анналах 785 года». После этого «Мозельские анналы» получили самостоятельное продолжение, составленное в монастыре в Горзе (около Меца). Несмотря на то, что хронология событий во второй части «Мозельских анналов» сдвинута на один год, они являются ценным дополнением к другим франкским анналам конца VIII — начала IX веков.
По исследованиям историков, «Мозельские анналы» в наибольшей степени, чем остальные анналы «Мурбахской группы», близки к тексту протографа. Это позволило установить вероятный ход создания их общего источника. Проведённый анализ показал, что первоосновой протографа стали составленные в Ирландии краткие записи, являвшиеся дополнением к хронике Беды Достопочтенного, включённой им в сочинение «Книга о временах» (лат. Liber de temporibus). В начале VIII века (возможно, не ранее 708 и не позднее 713 годов) эти записи были привезены во Франкское государство одним из ирландских миссионеров. Здесь они были продолжены, вероятно, в Мурбахском монастыре. К наиболее ценным сведениям, содержащимся в ранней части «Мозельских анналов», относится отсутствующее в других исторических источниках сообщение о дате смерти короля Восточной Англии Эльдвульфа.

## Издание
На латинском языке.
- Annales mosellani. — Monumenta Germaniae Historica. Scriptores. Scriptores (in Folio). 16. Annales aevi Suevici. — Hannover: Impensis Bibliopolii Avlici Hahniani, 1869. — S. 491—499.

На русском языке.
- Мозельские анналы / перевод и комментарии И. В. Дьяконова // Хроники королевства франков конца VII — начала X в.. — М. : SPSL — Русская панорама, 2023. — С. 519—530. — (MEDIÆVALIA: средневековые литературные памятники и источники). — ISBN 978-5-93165-499-7.